# Max Ludwig
Max Ludwig   (Halle, 22 d'abril de 1896 - Berlín, 26 de setembre de 1957) va ser un pilot de bobsleigh alemany que va competir durant la dècada de 1930.
El 1932 va prendre part en els Jocs Olímpics de Lake Placid, on guanyà la medalla de bronze en la prova de bobs a 4 formant equip amb Hanns Kilian, Hans Mehlhorn i Sebastian Huber. En aquests mateixos Jocs fou setè en la prova de bobs a 2 junt a Werner Huth.